# Belgrade (Montana)
Belgrade – miasto w Stanach Zjednoczonych, w stanie Montana, w hrabstwie Gallatin.